# 伊勢市役所火炎瓶投擲事件
伊勢市役所火炎瓶投擲事件（いせしやくしょかえんびんとうてきじけん）は1983年（昭和58年）1月6日午後8時頃、右翼活動家4人が三重県伊勢市の伊勢市役所に火炎瓶4本を投げ込んだ事件。

## 概要
動機は当時の伊勢市長が伊勢神宮の神宮林にも課税を検討すべきと発言したことである。
右翼活動家で大和塾防人連塾長であった園田修など4人はこれに強く反感を覚え、市役所玄関に火炎瓶4本を投げ込んだ。火炎瓶が投げ込まれたホールは炎上した。また、4人は「YP体制打倒青年同盟薩摩精忠隊」とかかれたビラを散布した。
9月28日、4人は津地方裁判所から火炎瓶処罰法違反でそれぞれ判決が下された。園田は懲役1年、2名はそれに加え執行猶予3年、1名は事件を幇助したため6か月の懲役と執行猶予3年が言い渡された。